# La Pallu
La Pallu település Franciaországban, Mayenne megyében. Lakosainak száma 177 fő (2022. január 1.). La Pallu Lignières-Orgères, Neuilly-le-Vendin, Saint-Calais-du-Désert és Saint-Patrice-du-Désert községekkel határos.

## Népesség
A település népességének változása:
| Lakosok száma | 187  | 140  | 138  | 182  | 187  | 193  | 193  | 181  | 180  | 177  |
|               | 1968 | 1982 | 1990 | 2006 | 2013 | 2015 | 2017 | 2019 | 2020 | 2022 |